# Justyna Ducka
Justyna Ducka (ur. 11 lutego 1989 w Warszawie) – polska aktorka telewizyjna, filmowa, dubbingowa i teatralna.

## Kariera
W 2015 ukończyła Wydziału Aktorskiego PWST w Krakowie - Filii we Wrocławiu. W filmografii zadebiutowała w 2000 za sprawą roli Ani Kowalczyk w serialu Dom. W latach 2019–2021 wcielała się w rolę Pauli w serialu Zakochani po uszy.

## Filmografia

### Aktorka
- 2000: Dom – Ania Kowalczyk
- 2003: Plebania – Justyna (odc. 356)
- 2005: Pensjonat pod Różą – Ula Nawrocka
- 2013: Galeria – protokolantka (odc. 166)
- 2017: O mnie się nie martw – pokojówka Magda (odc. 71)
- 2017: Blondynka – podporucznik Kaśka
- 2018: Na dobre i na złe – Kinga (odc. 712)
- 2018–2019: Korona królów – Dobruszka
- 2019: W rytmie serca – Viola (odc. 46)
- 2019–2021: Zakochani po uszy – Paula Walaszek
- 2021: Wojenne dziewczyny – pokojówka Krysia (odc. 50)
- 2022: Królowa – recepcjonistka Renata
- 2023: Camera Café. Nowe parzenie – Zosia
- 2024: Korona królów. Jagiellonowie – Kachna Szczukowska

### Dubbing
- 2015: Zagubiona w Oz
- 2016: Akademia Skylanders
- 2018: Mroczne umysły